# Олександр Вишневецький (канівський староста)
Олександр Роман Вишневецький (1560 — 1594) — руський магнат, князь гербу Корибут, значний політичний та військовий діяч Речі Посполитої.

## Життєпис

### Розбудова маєтків та міст
Походив з впливового князівського та магнатського роду Вишневецьких. Син Михайла Вишневецького та Гальшки Зенович. Про молоді роки мало відомостей. Значну частину життя провів у Подніпров'ї, виконуючи завдання свого батька. У 1577–1578 роках здійснив низьку походів проти татар. Брав участь у Лівонській війні. Зокрема, у 1580 році спустошив Курщину та Брянщину, захопивши 3 тисячі полонених та 10 тисяч голів великої худоби.
За життя батька у 1580 році став старостою черкаським та канівським. Значні кошти й сили вкладав у розширення й відновлення українських земель, дуже зруйнованих після численних татарських навал, подальший захист оновлених кордонів. Зі смертю батька у 1584 році продовжив батькову справу, проявивши себе як енергійний і дуже ефективний господарник. Перш за все він викупив землі (частина територій сучасних Полтавської та Черкаської областей), якими батько лише користувався зі згоди Корони Польської (за 5 000 литовських кіп).
У 1584 році за його ініціативи нарешті було закладено місто Корсунь. Хоча формальну згоду короля Речі Посполитої на вибір місця та введення магдебурзького права отримав ще його батько, першим старостою Корсунським став саме Олександр Вишневецький, який і розпочав інтенсивне будування міста. 11 лютого 1584 р. став старостою любецьким та лоївським.
У 1589 році князь Олександр почав будувати замок на Замковій горі та заклав місто Чигирин, що стало столицею нового староства. У 1592 році отримав для цього міста королівський привілей на магдебурзьке право.
У 1591 році отримав від короля Сигізмунда III Вази дозвіл на будівництво фортеці біля р. Сули. Саме тоді князь Олександр заснував місто Олександрів на Лубенському урочищі. Майже одразу там було введене магдебурзьке право, згодом місто перейменували Лубни. Саме Лубни й стають головним містом, згодом і фортецею Вишневеччини. Дуже скоро князь зводить там найміцніший замок Лівобережної України.
Іншим важливим осередком сил Вишневецьких стало засноване неподалік місто, яке князь Олександр назвав на честь свого батька — Михайлів. Місто було закладене на безлюдному урочищі Пирятин. Незабаром воно стало йменуватися саме Пирятин. Дуже скоро Олександр Вишневецький виклопотав магдебурзьке право для Пирятина, а також і для Мошнів (Черкащина), які викупив у князів Довмонтів.

### Стосунки із козаками
Спочатку, продовжуючи лінію батька, стосунки Олександра Вишневецького із козацтвом складалися дружньо. Назагал вони разом виступали на захисті кордонів Речі Посполитої.
Жага розширення та розбудови нових земель не давали спокою князеві, що вимагало чималих коштів і призвело до конфлікту з козаками. У 1590 році він провів оборудку, завдяки якій начебто «купив» маєток Криштофа Косинського, що розташовувався на Київщині. Вишневецький відразу ці землі перепродав князю Янушу Острозькому. Спроби Косинського судитися ні до чого не призвели й призвело до спалаху у 1591 році козацького повстання. Олександр Вишневецький брав участь разом з Янушем Острозьким у битві з козаками біля П'ятки у 1593 році, де руські магнати здобули перемогу. Того року Косинський розпочав нове повстання; Олександр Вишневецький витримав облогу у Черкасах з боку козаків. Був невпевнений у перемозі, тому наказав своїм підлеглим вбити Косинського. Після цього уклав з козаками нову угоду, згідно з якою бойові дії припинялися, оголошувалася амністія та надавався вільний вступ до Запорізької Січі.
Після цього прожив недовго, помер у 1594 році.

## Родина
Ймовірно, дружиною була Гелена (Олена) Єловицька. Дітей не мав. Після смерті батька взяв під опіку рідних братів Михайла та Юрія, сестер Марину й Софію, двоюрідного брата Костянтина та його сестру Ганну (дружину холмського каштеляна Яна Замойського), яким і перейшла у спадок Вишневеччина. Всім братам та сестрам князь заповів маєтки, дав гідну освіту.

## Вшанування пам'яті
У місті Лубни є вулиця Князів Вишневецьких.
У селі Засулля Полтавської області вулицю Чкалова перейменували на вулицю Олександра Вишневецького.